# 生井村
生井村（なまいむら）は栃木県の南部、下都賀郡に属していた町。

## 地理
- 河川 - 思川、与良川

## 人口
- 1920年（大正9年）…3,608人
- 1925年（大正14年）…3,525人
- 1930年（昭和5年）…3,570人
- 1935年（昭和10年）…3,554人
- 1940年（昭和15年）…3,503人
- 1947年（昭和22年）…4,338人
- 1950年（昭和25年）…4,152人

## 歴史
- 1889年（明治22年）4月1日 町村制により、上生井村、生良村、網戸村、楢木村、白鳥村、下生井村が合併し生井村が成立する。
- 1947年（昭和22年）9月16日 - カスリーン台風による豪雨で巴波川など各河川が氾濫。村の住戸751戸の6割が浸水する[1]。
- 1955年（昭和30年）4月25日 - 間々田町と合併し新しい間々田町となる。